# Sergei Ivanov (Eishockeyspieler)
Sergei Ivanov (* 18. Juli 1984 in Tallinn, Estnische SSR) ist ein estnischer Eishockeyspieler, der seit 2011 bei Tallinn Viiking Sport in der Meistriliiga unter Vertrag steht.

## Karriere
Ivanov begann seine Karriere als Eishockeyspieler beim Tallinna JSK. Nach einem kurzen Abstecher zum HK Karud spielte er von 2003 bis 2006 bei den Tallinn Stars, mit denen er 2005 und 2006 die estnische Meisterschaft erringen konnte. Nachdem er die Spielzeit 2006/07 beim Lokalrivalen Tallinna Eagles verbracht hatte, kehrte er für ein weiteres Jahr zu den Stars zurück. Seit 2011 spielt er für Tallinn Viiking Sport und gewann mit dem Klub 2013 und 2014 erneut den estnischen Titel.

### International
Im Juniorenbereich nahm Ivanov für Estland an der Europa-Division I der U18-Weltmeisterschaft 2000 und den Division-II-Turnieren der U18-Weltmeisterschaften 2001 und 2002 teil. Bei den U20-Weltmeisterschaften spielte er 2001 in der Division II, 2002 in der Division III und 2004 in der Division I.
Mit der Herren-Nationalmannschaft spielte er bei den Weltmeisterschaften der Division I 2004, 2005 und 2013 sowie der Division II 2012 teil. Zudem vertrat er seine Farben bei den Qualifikationsturnieren für die Olympischen Winterspiele 2014 in Sotschi.

## Erfolge und Auszeichnungen
- 2002 Aufstieg in die Division II bei der U20-Weltmeisterschaft der Division III
- 2005 Estnischer Meister mit den Tallinn Stars
- 2006 Estnischer Meister mit den Tallinn Stars
- 2012 Aufstieg in die Division I, Gruppe B, bei der Weltmeisterschaft der Division II, Gruppe A
- 2013 Estnischer Meister mit Tallinn Viiking Sport
- 2014 Estnischer Meister mit Tallinn Viiking Sport